# Oie blanche du Bourbonnais
L'oie blanche du Bourbonnais, ou simplement oie du Bourbonnais, est une race d'oie domestique originaire du Bourbonnais, dans le centre de la France.

## Histoire et description
L'oie blanche du Bourbonnais compte parmi les oies d'élevage les plus grosses de France, puisque son jars peut atteindre 9 à 10 kg et sa femelle 7 à 8 kg,. Son standard, fixé en 1920, la rapproche de l'oie d'Emden et de l'oie blanche du Poitou (qui est beaucoup plus petite). Comme certaines races domestiques du Bourbonnais, cette race est de couleur blanche. Elle est rustique et élevée pour sa chair à rôtir, pour la production de foie gras, pour ses plumes et son duvet (nécessaires désormais à la plumasserie haut-de-gamme). Précoce, c'est aussi une bonne couveuse. Elle pond dès janvier. Son bec et ses tarses sont orange et ses yeux, bleus. Son cou est long et élégant, ses cuisses fortes. Le baguage est de 27 mm pour les deux sexes.